# Neue Brücke von Saratow
Die Neue Brücke von Saratow überquert die Wolga beim Dorf Pristannoje etwa 13 km flussaufwärts der Großstadt Saratow in Russland.
Die Brücke ist Teil der weiträumigen westlichen Umgehungsstraße SKAD von Saratow und Engels, die zur Entlastung der Brücke von Saratow gebaut wurde. Die Entfernung zwischen den beiden nächstgelegenen Autobahnkreuzen beträgt 12,7 km, daher rührt die häufig zu lesende Angabe, die Brücke sei 12,7 km lang.

## Beschreibung
Die vierspurige Querung der Wolga besteht aus zwei parallelen, konstruktiv voneinander unabhängigen Abfolgen von Brücken, die von Dämmen auf den Inseln unterbrochen werden.
Sie beginnt (von West nach Ost) mit der 2350,7 m langen Hauptbrücke. Wegen ihrer Höhe steht deren Widerlager  410 m vor dem rechten Ufer. An die Hauptbrücke schließt sich ein Damm mit einer Kronenlänge von 364 m an, dem eine 310 m lange Brücke über ein Feuchtgebiet folgt. Nach einem weiteren, 394 m langen Damm folgt eine 667,8 m lange Brücke über den Nebenarm der Wolga. Auf einer kleinen Insel wurde ein dritter, 222 m langer Damm aufgeschüttet. Die Brücke bei dem Ort Shumeyka am linken Ufer der Wolga, die über einen Seitenarm und entlang einer Einbuchtung führt, besteht aus zwei Abschnitten von 304,8 m und 378,8 m (insgesamt 683,6 m). Die Brücken sind im Grundriss gekrümmt, eine in Russland wohl erstmals angewendete Bauweise.
Die vom Institut Giprotransmost entworfenen Brücken entsprechen den Normen für Autobahnbrücken mit zwei Spuren pro Fahrtrichtung und einer Standspur. Hinter Leitplanken haben sie einen Geh- und Radweg.
In der schwierigen Zeit von 1991 bis 2000 wurden zunächst die nördlichen Brücken gebaut, die als zweispurige Straße benutzt wurden. In der zweiten Phase wurde stromabwärts die zweite Fahrbahn gebaut, die 2009 eingeweiht wurde. Seitdem gibt es für die Umgehungsstraße SKAD vollwertige Autobahnbrücken über der Wolga.
Die Hauptbrücke hat eine orthotrope Platte mit einem stählernen Hohlkasten. Die Pfeilerachsabstände betragen 63 + 73,5 + 84 + 10×126 + 3×157 + 3×126 m.